# Гуаданьи, Никки
Ни́кки Гуада́ньи (англ. Nicky Guadagni; род. 1 августа 1952, Монреаль, Квебек) — канадская актриса театра, кино, телевидения и озвучивания.

## Биография
Никки Гуаданьи родилась 1 августа 1952 года в Монреале (Канада). Училась в колледже Доусона, затем переехала в Лондон, где окончила Королевскую академию драматического искусства. В 1977 году она впервые появилась на театральных подмостках: Никки сыграла Миранду в постановке «Буря» на Вест-Энде. Вскоре актриса вернулась на родину, где успешно играла на Стратфордском фестивале («Сон в летнюю ночь»), в театре «Фабрика» («Застроцци» и «Криминальный талант»), в Национальном центре искусств («Гамлет» и «Мамаша Кураж и её дети»), в театре «Эстрагон» («Чайка» и «На свадьбе»).
С 1984 года Гуаданьи начала сниматься для телевидения, в 1988 году впервые появилась на широком экране.
В 2002 году единственный раз выступила как драматург: написала пьесу In the Wings на основе одноимённой повести Кароли Корбейл. Преподавала вокал и сценографию в Колледже Джорджа Брауна на протяжении пяти лет, затем некоторое время была преподавателем в Национальной театральной школе Канады и театральной компании The Humphrey Group.

## Награды и номинации
«Джемини» — номинация
- 1986 — в категории «Лучшая главная женская роль в драматической программе или мини-сериале» за роль в телефильме «Обращаясь в камень».
- 1989 — в категории «Лучшая женская роль второго плана» за роль в документальном телефильме «Пятеро из Сквомиша».

«Джемини» — победа
- 1998 — в категории «Лучшая женская роль второго плана в драматической программе или мини-сериале» за роль в телефильме «Крупное преступление».
- 2004 — в категории «Лучшая женская роль в драматическом сериале с гостевой ролью» за роль в телесериале «Отдел мокрых дел»[4][5].

## Избранная фильмография

### Широкий экран
- 1996 — Автокатастрофа / Crash — татуировщица
- 1997 — Куб / Cube — Хелен Холлоуэй
- 1998 — Слепая вера[англ.] / Blind Faith — Маргарет О’Нилл
- 2006 — Сайлент Хилл / Silent Hill — огорчённая женщина
- 2007 — Ларс и настоящая девушка / Lars and the Real Girl — миссис Петерсен
- 2019 — Я иду искать / Ready or Not — тётя Хелен

### Телевидение
- 1989 — Сумеречная зона / The Twilight Zone — делопроизводитель (в эпизоде The Cold Equations)
- 1990—1991, 1993 — Лабиринт правосудия[англ.] / Street Legal — разные роли (в 5 эпизодах)
- 1990, 1993 — Телевизионная служба новостей / E.N.G. — разные роли (в 3 эпизодах)
- 1991 — Кусочек рая[англ.] / A Little Piece of Heaven — Хелен Оландер
- 1992 — Дорога в Эйвонли / Road to Avonlea — рабочая (в эпизоде Aunt Janet Rebels[англ.])
- 1994 — Рыцарь навсегда / Forever Knight — Элизабет Тритуэй (в эпизоде Hunted[англ.])
- 1995 — Строго на юг / Due South — судья Шор (в эпизоде The Witness)
- 1996 — Под роялем[англ.] / Under the Piano — мисс Эванс
- 1996 — Похороненные секреты[англ.] / Buried Secrets — библиотекарь
- 1996 — Скрыто в Америке / Hidden in America — администратор больницы
- 1997 — Пси Фактор: Хроники паранормальных явлений / Psi Factor: Chronicles of the Paranormal — доктор Марсия Харпер (в эпизоде Death at Sunset / Collision[англ.])
- 1997 — Мурашки / Goosebumps — Марта Блэкуэлл (в 2 эпизодах[англ.])
- 1999 — Буря столетия / Storm of the Century — Дженна Фримен (в 3 эпизодах)
- 2000 — Тайны Ниро Вульфа: Золотые пауки[англ.] / The Golden Spiders: A Nero Wolfe Mystery — Анжела Райт
- 2000 — Грязные снимки[англ.] / Dirty Pictures — Кардон
- 2000 — Последние дебаты[англ.] / The Last Debate — Сэм Минтер
- 2001—2002 — Тайны Ниро Вульфа / Nero Wolfe — разные роли (в 15 эпизодах)
- 2002 — Пища для души / Soul Food — Лайза (в эпизоде Emotional Collateral[англ.])
- 2003 — Близкие друзья / Queer as Folk — декан факультета финансовых услуг (в эпизоде House Full of Children[англ.])
- 2003—2005 — Природа вещей[англ.] / The Nature of Things — рассказчица (в 4 эпизодах)
- 2004 — Доктор[англ.] / Doc — разные роли (в эпизоде Searching for Bonnie Fisher)
- 2004 — Отдел мокрых дел / Blue Murder — Элисон Стасьяк (в эпизоде Eyewitness)
- 2006 — Славные люди[англ.] / Beautiful People — Сондра Ритчи (в эпизоде Flashback to the Future)
- 2006 — Путь к 11 сентября[англ.] / The Path to 9/11 — Мэри Джо Уайт (в 2 эпизодах)
- 2006 — С помадой на губах[англ.] / Why I Wore Lipstick to My Mastectomy — фотограф
- 2015 — В надежде на спасение / Saving Hope — Эмма Бергер (в эпизоде Waiting on a Friend[англ.])
- 2016 — Дэмиен / Damien — Марго Лайонс (в эпизоде Abattoir)
- 2018 — Рассказ служанки / The Handmaid's Tale — тётя Сара (в 2 эпизодах[англ.])

### Озвучивание
- 1994—1995 — Дикие К.О.Ш.К.И.[англ.] / Wild C.A.T.s — второстепенные персонажи (в 13 эпизодах)
- 1997 — Волшебный школьный автобус / The Magic School Bus — советница (в эпизоде Gets Swamped)
- 1998 — Мифические воины[англ.] / Mythic Warriors — Даная (в эпизоде Perseus: The Search for Medusa)
- 2004 — Атомная Бетти / Atomic Betty — Мастикула (в эпизоде The Revenge of Masticula[англ.])